# Orthetrum helena
Orthetrum helena là loài chuồn chuồn trong họ Libellulidae. Loài này được Buchholz mô tả khoa học đầu tiên năm 1954.